# 65541 Kasbek
65541 Kasbek è un asteroide della fascia principale. Scoperto nel 1960, presenta un'orbita caratterizzata da un semiasse maggiore pari a 3,1986104 UA e da un'eccentricità di 0,3477217, inclinata di 6,49915° rispetto all'eclittica.